# インドラヤニ急行

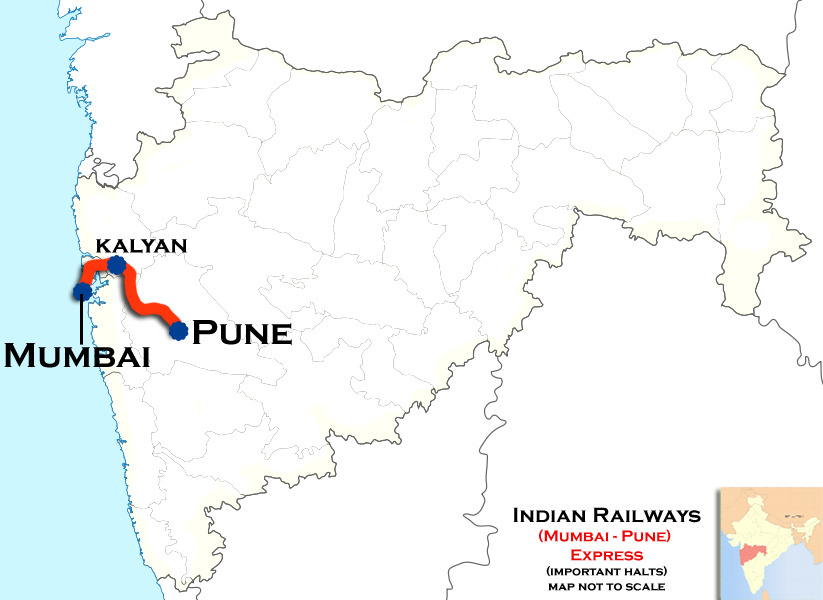
路線図

インドラヤニ急行（英語: Indrayani Express）は、インドの急行列車（高速急行）の1つ。ムンバイとプネーの間を結ぶ。

## 概要
ムンバイのチャトラパティ・シヴァージー・ターミナス駅とプネーのプネー・ジャンクション駅を結ぶ優等列車の1つで、高速急行（Superfast Express）に位置づけられている。使用車両については、2020年2月にそれまでのICF客車から収容力や安全性を向上させたLHB客車に変更されており、そのうち二等座席・電源合造車（Second class cum generator van）はLHB客車として初の導入事例となっている。

## ギャラリー

### ICF客車時代

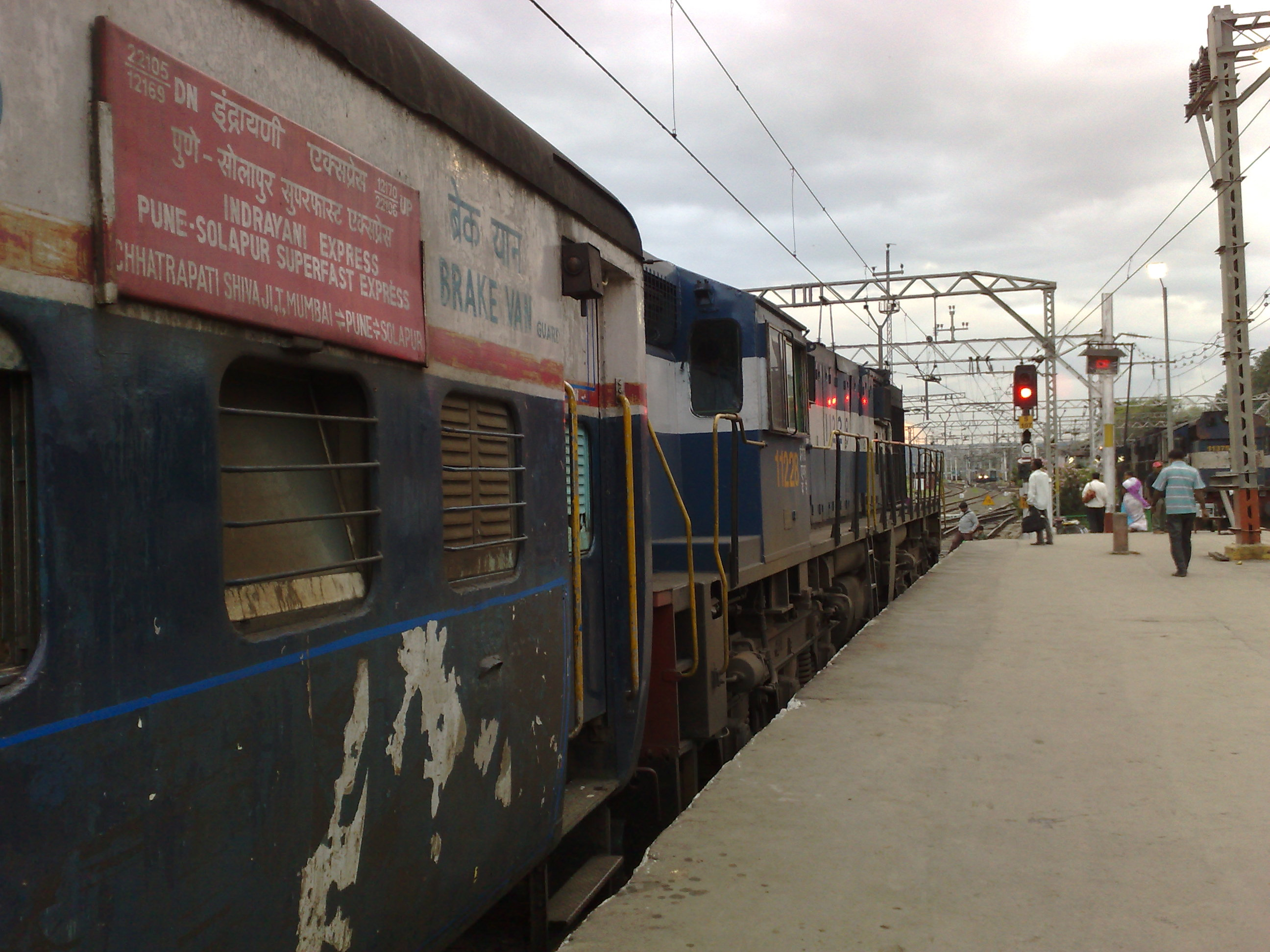
緩急車と牽引機関車（2013年撮影）
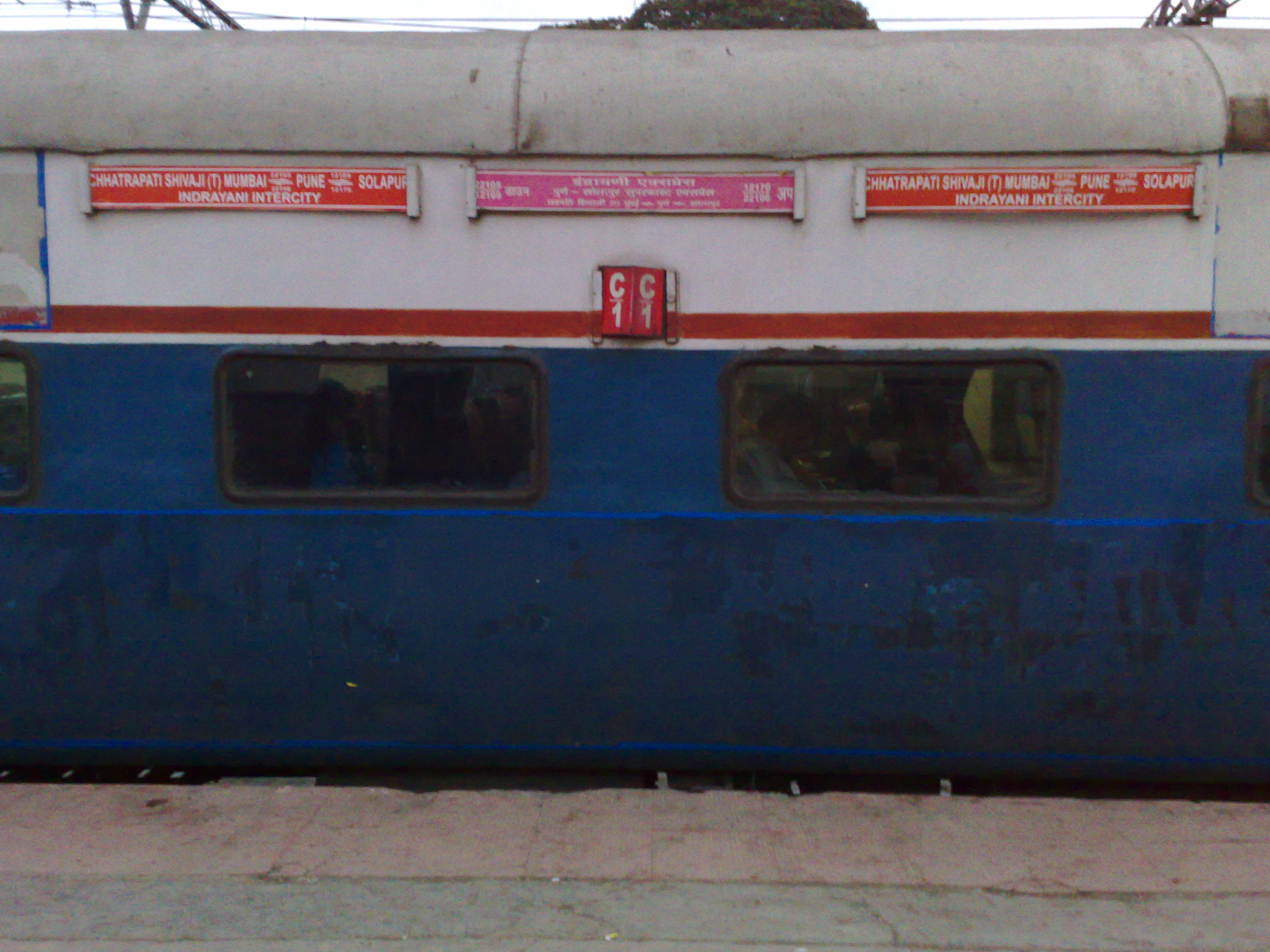
冷房付き座席車（2013年撮影）